# Natalie Cole
Natalie Maria Cole (født 6. februar 1950 og død 31. december 2015) var en amerikansk sangerinde, sangskriver og skuespiller. Hun var datter af Nat King Cole og fik succes i midten af 1970'erne med R&B-hits som "This Will Be", "Inseparable" og "Our Love". Efter en karrieremæssig nedtur pga. stofmisbrug fik Cole comeback som popkunstner med albummet Everlasting (1987) og coveret af Bruce Springsteens "Pink Cadillac". I 1990'erne genindspillede hun farens klassikere på albummet Unforgettable... with Love, der blev hendes største kommercielle succes med over syv millioner solgte eksemplarer i USA og adskillige Grammy'er. Natalie Cole har solgt over 30 millioner eksemplarer på verdensplan.